# Joseni (okręg Buzău)
Joseni – wieś w Rumunii, w okręgu Buzău, w gminie Berca. W 2011 roku liczyła 864 mieszkańców.